# Ado Kraemer
Adolf Kraemer, meglio noto come Ado Kraemer (Büdingen, 23 marzo 1898 – Berlino, 25 giugno 1972), è stato un compositore di scacchi ed enologo tedesco.
Compose prevalentemente problemi in tre e più mosse nello stile della scuola logica tedesca, molti dei quali premiati. Amico del fisico e compositore Erich Zepler, composero insieme alcuni problemi e pubblicarono due libri:
- Ado Kraemer, Erich Zepler: Im Banne des Schachproblems, Berlino, 1951[1]
- Ado Kraemer, Erich Zepler: Problemkunst im 20. Jahrehundert, Berlino, 1957[2]

Ado Kraemer è stato anche un grande esperto di viticoltura. Negli anni '50 fece parte del consiglio di amministrazione dell'associazione viticoltori della Franconia. L'etichetta in oro del vino della Franconia è stata una sua idea. Contribuì in modo notevole alla selezione dei cultivar dei vitigni della Franconia e alla protezione del marchio d'origine.
Per la sua attività nel settore enologico ha ricevuto la medaglia d'oro del consorzio dei vini della Franconia e la Medaglia di Stato del ministero bavarese per l'alimentazione.
Tre problemi d'esempio:
|   | a | b | c | d | e | f | g | h |   |
| 8 | a8 alfiere del nero · e7 alfiere del bianco · f7 alfiere del bianco · b6 pedone del nero · d6 cavallo del bianco · f6 cavallo del nero · a5 pedone del nero · b5 pedone del bianco · c5 re del nero · d5 donna del nero · g5 donna del bianco · e4 pedone del bianco · b3 torre del bianco · c2 re del bianco · e2 cavallo del bianco · h2 pedone del nero · g1 alfiere del nero | a8 alfiere del nero · e7 alfiere del bianco · f7 alfiere del bianco · b6 pedone del nero · d6 cavallo del bianco · f6 cavallo del nero · a5 pedone del nero · b5 pedone del bianco · c5 re del nero · d5 donna del nero · g5 donna del bianco · e4 pedone del bianco · b3 torre del bianco · c2 re del bianco · e2 cavallo del bianco · h2 pedone del nero · g1 alfiere del nero | a8 alfiere del nero · e7 alfiere del bianco · f7 alfiere del bianco · b6 pedone del nero · d6 cavallo del bianco · f6 cavallo del nero · a5 pedone del nero · b5 pedone del bianco · c5 re del nero · d5 donna del nero · g5 donna del bianco · e4 pedone del bianco · b3 torre del bianco · c2 re del bianco · e2 cavallo del bianco · h2 pedone del nero · g1 alfiere del nero | a8 alfiere del nero · e7 alfiere del bianco · f7 alfiere del bianco · b6 pedone del nero · d6 cavallo del bianco · f6 cavallo del nero · a5 pedone del nero · b5 pedone del bianco · c5 re del nero · d5 donna del nero · g5 donna del bianco · e4 pedone del bianco · b3 torre del bianco · c2 re del bianco · e2 cavallo del bianco · h2 pedone del nero · g1 alfiere del nero | a8 alfiere del nero · e7 alfiere del bianco · f7 alfiere del bianco · b6 pedone del nero · d6 cavallo del bianco · f6 cavallo del nero · a5 pedone del nero · b5 pedone del bianco · c5 re del nero · d5 donna del nero · g5 donna del bianco · e4 pedone del bianco · b3 torre del bianco · c2 re del bianco · e2 cavallo del bianco · h2 pedone del nero · g1 alfiere del nero | a8 alfiere del nero · e7 alfiere del bianco · f7 alfiere del bianco · b6 pedone del nero · d6 cavallo del bianco · f6 cavallo del nero · a5 pedone del nero · b5 pedone del bianco · c5 re del nero · d5 donna del nero · g5 donna del bianco · e4 pedone del bianco · b3 torre del bianco · c2 re del bianco · e2 cavallo del bianco · h2 pedone del nero · g1 alfiere del nero | a8 alfiere del nero · e7 alfiere del bianco · f7 alfiere del bianco · b6 pedone del nero · d6 cavallo del bianco · f6 cavallo del nero · a5 pedone del nero · b5 pedone del bianco · c5 re del nero · d5 donna del nero · g5 donna del bianco · e4 pedone del bianco · b3 torre del bianco · c2 re del bianco · e2 cavallo del bianco · h2 pedone del nero · g1 alfiere del nero | a8 alfiere del nero · e7 alfiere del bianco · f7 alfiere del bianco · b6 pedone del nero · d6 cavallo del bianco · f6 cavallo del nero · a5 pedone del nero · b5 pedone del bianco · c5 re del nero · d5 donna del nero · g5 donna del bianco · e4 pedone del bianco · b3 torre del bianco · c2 re del bianco · e2 cavallo del bianco · h2 pedone del nero · g1 alfiere del nero | 8 |
| 7 | a8 alfiere del nero · e7 alfiere del bianco · f7 alfiere del bianco · b6 pedone del nero · d6 cavallo del bianco · f6 cavallo del nero · a5 pedone del nero · b5 pedone del bianco · c5 re del nero · d5 donna del nero · g5 donna del bianco · e4 pedone del bianco · b3 torre del bianco · c2 re del bianco · e2 cavallo del bianco · h2 pedone del nero · g1 alfiere del nero | a8 alfiere del nero · e7 alfiere del bianco · f7 alfiere del bianco · b6 pedone del nero · d6 cavallo del bianco · f6 cavallo del nero · a5 pedone del nero · b5 pedone del bianco · c5 re del nero · d5 donna del nero · g5 donna del bianco · e4 pedone del bianco · b3 torre del bianco · c2 re del bianco · e2 cavallo del bianco · h2 pedone del nero · g1 alfiere del nero | a8 alfiere del nero · e7 alfiere del bianco · f7 alfiere del bianco · b6 pedone del nero · d6 cavallo del bianco · f6 cavallo del nero · a5 pedone del nero · b5 pedone del bianco · c5 re del nero · d5 donna del nero · g5 donna del bianco · e4 pedone del bianco · b3 torre del bianco · c2 re del bianco · e2 cavallo del bianco · h2 pedone del nero · g1 alfiere del nero | a8 alfiere del nero · e7 alfiere del bianco · f7 alfiere del bianco · b6 pedone del nero · d6 cavallo del bianco · f6 cavallo del nero · a5 pedone del nero · b5 pedone del bianco · c5 re del nero · d5 donna del nero · g5 donna del bianco · e4 pedone del bianco · b3 torre del bianco · c2 re del bianco · e2 cavallo del bianco · h2 pedone del nero · g1 alfiere del nero | a8 alfiere del nero · e7 alfiere del bianco · f7 alfiere del bianco · b6 pedone del nero · d6 cavallo del bianco · f6 cavallo del nero · a5 pedone del nero · b5 pedone del bianco · c5 re del nero · d5 donna del nero · g5 donna del bianco · e4 pedone del bianco · b3 torre del bianco · c2 re del bianco · e2 cavallo del bianco · h2 pedone del nero · g1 alfiere del nero | a8 alfiere del nero · e7 alfiere del bianco · f7 alfiere del bianco · b6 pedone del nero · d6 cavallo del bianco · f6 cavallo del nero · a5 pedone del nero · b5 pedone del bianco · c5 re del nero · d5 donna del nero · g5 donna del bianco · e4 pedone del bianco · b3 torre del bianco · c2 re del bianco · e2 cavallo del bianco · h2 pedone del nero · g1 alfiere del nero | a8 alfiere del nero · e7 alfiere del bianco · f7 alfiere del bianco · b6 pedone del nero · d6 cavallo del bianco · f6 cavallo del nero · a5 pedone del nero · b5 pedone del bianco · c5 re del nero · d5 donna del nero · g5 donna del bianco · e4 pedone del bianco · b3 torre del bianco · c2 re del bianco · e2 cavallo del bianco · h2 pedone del nero · g1 alfiere del nero | a8 alfiere del nero · e7 alfiere del bianco · f7 alfiere del bianco · b6 pedone del nero · d6 cavallo del bianco · f6 cavallo del nero · a5 pedone del nero · b5 pedone del bianco · c5 re del nero · d5 donna del nero · g5 donna del bianco · e4 pedone del bianco · b3 torre del bianco · c2 re del bianco · e2 cavallo del bianco · h2 pedone del nero · g1 alfiere del nero | 7 |
| 6 | a8 alfiere del nero · e7 alfiere del bianco · f7 alfiere del bianco · b6 pedone del nero · d6 cavallo del bianco · f6 cavallo del nero · a5 pedone del nero · b5 pedone del bianco · c5 re del nero · d5 donna del nero · g5 donna del bianco · e4 pedone del bianco · b3 torre del bianco · c2 re del bianco · e2 cavallo del bianco · h2 pedone del nero · g1 alfiere del nero | a8 alfiere del nero · e7 alfiere del bianco · f7 alfiere del bianco · b6 pedone del nero · d6 cavallo del bianco · f6 cavallo del nero · a5 pedone del nero · b5 pedone del bianco · c5 re del nero · d5 donna del nero · g5 donna del bianco · e4 pedone del bianco · b3 torre del bianco · c2 re del bianco · e2 cavallo del bianco · h2 pedone del nero · g1 alfiere del nero | a8 alfiere del nero · e7 alfiere del bianco · f7 alfiere del bianco · b6 pedone del nero · d6 cavallo del bianco · f6 cavallo del nero · a5 pedone del nero · b5 pedone del bianco · c5 re del nero · d5 donna del nero · g5 donna del bianco · e4 pedone del bianco · b3 torre del bianco · c2 re del bianco · e2 cavallo del bianco · h2 pedone del nero · g1 alfiere del nero | a8 alfiere del nero · e7 alfiere del bianco · f7 alfiere del bianco · b6 pedone del nero · d6 cavallo del bianco · f6 cavallo del nero · a5 pedone del nero · b5 pedone del bianco · c5 re del nero · d5 donna del nero · g5 donna del bianco · e4 pedone del bianco · b3 torre del bianco · c2 re del bianco · e2 cavallo del bianco · h2 pedone del nero · g1 alfiere del nero | a8 alfiere del nero · e7 alfiere del bianco · f7 alfiere del bianco · b6 pedone del nero · d6 cavallo del bianco · f6 cavallo del nero · a5 pedone del nero · b5 pedone del bianco · c5 re del nero · d5 donna del nero · g5 donna del bianco · e4 pedone del bianco · b3 torre del bianco · c2 re del bianco · e2 cavallo del bianco · h2 pedone del nero · g1 alfiere del nero | a8 alfiere del nero · e7 alfiere del bianco · f7 alfiere del bianco · b6 pedone del nero · d6 cavallo del bianco · f6 cavallo del nero · a5 pedone del nero · b5 pedone del bianco · c5 re del nero · d5 donna del nero · g5 donna del bianco · e4 pedone del bianco · b3 torre del bianco · c2 re del bianco · e2 cavallo del bianco · h2 pedone del nero · g1 alfiere del nero | a8 alfiere del nero · e7 alfiere del bianco · f7 alfiere del bianco · b6 pedone del nero · d6 cavallo del bianco · f6 cavallo del nero · a5 pedone del nero · b5 pedone del bianco · c5 re del nero · d5 donna del nero · g5 donna del bianco · e4 pedone del bianco · b3 torre del bianco · c2 re del bianco · e2 cavallo del bianco · h2 pedone del nero · g1 alfiere del nero | a8 alfiere del nero · e7 alfiere del bianco · f7 alfiere del bianco · b6 pedone del nero · d6 cavallo del bianco · f6 cavallo del nero · a5 pedone del nero · b5 pedone del bianco · c5 re del nero · d5 donna del nero · g5 donna del bianco · e4 pedone del bianco · b3 torre del bianco · c2 re del bianco · e2 cavallo del bianco · h2 pedone del nero · g1 alfiere del nero | 6 |
| 5 | a8 alfiere del nero · e7 alfiere del bianco · f7 alfiere del bianco · b6 pedone del nero · d6 cavallo del bianco · f6 cavallo del nero · a5 pedone del nero · b5 pedone del bianco · c5 re del nero · d5 donna del nero · g5 donna del bianco · e4 pedone del bianco · b3 torre del bianco · c2 re del bianco · e2 cavallo del bianco · h2 pedone del nero · g1 alfiere del nero | a8 alfiere del nero · e7 alfiere del bianco · f7 alfiere del bianco · b6 pedone del nero · d6 cavallo del bianco · f6 cavallo del nero · a5 pedone del nero · b5 pedone del bianco · c5 re del nero · d5 donna del nero · g5 donna del bianco · e4 pedone del bianco · b3 torre del bianco · c2 re del bianco · e2 cavallo del bianco · h2 pedone del nero · g1 alfiere del nero | a8 alfiere del nero · e7 alfiere del bianco · f7 alfiere del bianco · b6 pedone del nero · d6 cavallo del bianco · f6 cavallo del nero · a5 pedone del nero · b5 pedone del bianco · c5 re del nero · d5 donna del nero · g5 donna del bianco · e4 pedone del bianco · b3 torre del bianco · c2 re del bianco · e2 cavallo del bianco · h2 pedone del nero · g1 alfiere del nero | a8 alfiere del nero · e7 alfiere del bianco · f7 alfiere del bianco · b6 pedone del nero · d6 cavallo del bianco · f6 cavallo del nero · a5 pedone del nero · b5 pedone del bianco · c5 re del nero · d5 donna del nero · g5 donna del bianco · e4 pedone del bianco · b3 torre del bianco · c2 re del bianco · e2 cavallo del bianco · h2 pedone del nero · g1 alfiere del nero | a8 alfiere del nero · e7 alfiere del bianco · f7 alfiere del bianco · b6 pedone del nero · d6 cavallo del bianco · f6 cavallo del nero · a5 pedone del nero · b5 pedone del bianco · c5 re del nero · d5 donna del nero · g5 donna del bianco · e4 pedone del bianco · b3 torre del bianco · c2 re del bianco · e2 cavallo del bianco · h2 pedone del nero · g1 alfiere del nero | a8 alfiere del nero · e7 alfiere del bianco · f7 alfiere del bianco · b6 pedone del nero · d6 cavallo del bianco · f6 cavallo del nero · a5 pedone del nero · b5 pedone del bianco · c5 re del nero · d5 donna del nero · g5 donna del bianco · e4 pedone del bianco · b3 torre del bianco · c2 re del bianco · e2 cavallo del bianco · h2 pedone del nero · g1 alfiere del nero | a8 alfiere del nero · e7 alfiere del bianco · f7 alfiere del bianco · b6 pedone del nero · d6 cavallo del bianco · f6 cavallo del nero · a5 pedone del nero · b5 pedone del bianco · c5 re del nero · d5 donna del nero · g5 donna del bianco · e4 pedone del bianco · b3 torre del bianco · c2 re del bianco · e2 cavallo del bianco · h2 pedone del nero · g1 alfiere del nero | a8 alfiere del nero · e7 alfiere del bianco · f7 alfiere del bianco · b6 pedone del nero · d6 cavallo del bianco · f6 cavallo del nero · a5 pedone del nero · b5 pedone del bianco · c5 re del nero · d5 donna del nero · g5 donna del bianco · e4 pedone del bianco · b3 torre del bianco · c2 re del bianco · e2 cavallo del bianco · h2 pedone del nero · g1 alfiere del nero | 5 |
| 4 | a8 alfiere del nero · e7 alfiere del bianco · f7 alfiere del bianco · b6 pedone del nero · d6 cavallo del bianco · f6 cavallo del nero · a5 pedone del nero · b5 pedone del bianco · c5 re del nero · d5 donna del nero · g5 donna del bianco · e4 pedone del bianco · b3 torre del bianco · c2 re del bianco · e2 cavallo del bianco · h2 pedone del nero · g1 alfiere del nero | a8 alfiere del nero · e7 alfiere del bianco · f7 alfiere del bianco · b6 pedone del nero · d6 cavallo del bianco · f6 cavallo del nero · a5 pedone del nero · b5 pedone del bianco · c5 re del nero · d5 donna del nero · g5 donna del bianco · e4 pedone del bianco · b3 torre del bianco · c2 re del bianco · e2 cavallo del bianco · h2 pedone del nero · g1 alfiere del nero | a8 alfiere del nero · e7 alfiere del bianco · f7 alfiere del bianco · b6 pedone del nero · d6 cavallo del bianco · f6 cavallo del nero · a5 pedone del nero · b5 pedone del bianco · c5 re del nero · d5 donna del nero · g5 donna del bianco · e4 pedone del bianco · b3 torre del bianco · c2 re del bianco · e2 cavallo del bianco · h2 pedone del nero · g1 alfiere del nero | a8 alfiere del nero · e7 alfiere del bianco · f7 alfiere del bianco · b6 pedone del nero · d6 cavallo del bianco · f6 cavallo del nero · a5 pedone del nero · b5 pedone del bianco · c5 re del nero · d5 donna del nero · g5 donna del bianco · e4 pedone del bianco · b3 torre del bianco · c2 re del bianco · e2 cavallo del bianco · h2 pedone del nero · g1 alfiere del nero | a8 alfiere del nero · e7 alfiere del bianco · f7 alfiere del bianco · b6 pedone del nero · d6 cavallo del bianco · f6 cavallo del nero · a5 pedone del nero · b5 pedone del bianco · c5 re del nero · d5 donna del nero · g5 donna del bianco · e4 pedone del bianco · b3 torre del bianco · c2 re del bianco · e2 cavallo del bianco · h2 pedone del nero · g1 alfiere del nero | a8 alfiere del nero · e7 alfiere del bianco · f7 alfiere del bianco · b6 pedone del nero · d6 cavallo del bianco · f6 cavallo del nero · a5 pedone del nero · b5 pedone del bianco · c5 re del nero · d5 donna del nero · g5 donna del bianco · e4 pedone del bianco · b3 torre del bianco · c2 re del bianco · e2 cavallo del bianco · h2 pedone del nero · g1 alfiere del nero | a8 alfiere del nero · e7 alfiere del bianco · f7 alfiere del bianco · b6 pedone del nero · d6 cavallo del bianco · f6 cavallo del nero · a5 pedone del nero · b5 pedone del bianco · c5 re del nero · d5 donna del nero · g5 donna del bianco · e4 pedone del bianco · b3 torre del bianco · c2 re del bianco · e2 cavallo del bianco · h2 pedone del nero · g1 alfiere del nero | a8 alfiere del nero · e7 alfiere del bianco · f7 alfiere del bianco · b6 pedone del nero · d6 cavallo del bianco · f6 cavallo del nero · a5 pedone del nero · b5 pedone del bianco · c5 re del nero · d5 donna del nero · g5 donna del bianco · e4 pedone del bianco · b3 torre del bianco · c2 re del bianco · e2 cavallo del bianco · h2 pedone del nero · g1 alfiere del nero | 4 |
| 3 | a8 alfiere del nero · e7 alfiere del bianco · f7 alfiere del bianco · b6 pedone del nero · d6 cavallo del bianco · f6 cavallo del nero · a5 pedone del nero · b5 pedone del bianco · c5 re del nero · d5 donna del nero · g5 donna del bianco · e4 pedone del bianco · b3 torre del bianco · c2 re del bianco · e2 cavallo del bianco · h2 pedone del nero · g1 alfiere del nero | a8 alfiere del nero · e7 alfiere del bianco · f7 alfiere del bianco · b6 pedone del nero · d6 cavallo del bianco · f6 cavallo del nero · a5 pedone del nero · b5 pedone del bianco · c5 re del nero · d5 donna del nero · g5 donna del bianco · e4 pedone del bianco · b3 torre del bianco · c2 re del bianco · e2 cavallo del bianco · h2 pedone del nero · g1 alfiere del nero | a8 alfiere del nero · e7 alfiere del bianco · f7 alfiere del bianco · b6 pedone del nero · d6 cavallo del bianco · f6 cavallo del nero · a5 pedone del nero · b5 pedone del bianco · c5 re del nero · d5 donna del nero · g5 donna del bianco · e4 pedone del bianco · b3 torre del bianco · c2 re del bianco · e2 cavallo del bianco · h2 pedone del nero · g1 alfiere del nero | a8 alfiere del nero · e7 alfiere del bianco · f7 alfiere del bianco · b6 pedone del nero · d6 cavallo del bianco · f6 cavallo del nero · a5 pedone del nero · b5 pedone del bianco · c5 re del nero · d5 donna del nero · g5 donna del bianco · e4 pedone del bianco · b3 torre del bianco · c2 re del bianco · e2 cavallo del bianco · h2 pedone del nero · g1 alfiere del nero | a8 alfiere del nero · e7 alfiere del bianco · f7 alfiere del bianco · b6 pedone del nero · d6 cavallo del bianco · f6 cavallo del nero · a5 pedone del nero · b5 pedone del bianco · c5 re del nero · d5 donna del nero · g5 donna del bianco · e4 pedone del bianco · b3 torre del bianco · c2 re del bianco · e2 cavallo del bianco · h2 pedone del nero · g1 alfiere del nero | a8 alfiere del nero · e7 alfiere del bianco · f7 alfiere del bianco · b6 pedone del nero · d6 cavallo del bianco · f6 cavallo del nero · a5 pedone del nero · b5 pedone del bianco · c5 re del nero · d5 donna del nero · g5 donna del bianco · e4 pedone del bianco · b3 torre del bianco · c2 re del bianco · e2 cavallo del bianco · h2 pedone del nero · g1 alfiere del nero | a8 alfiere del nero · e7 alfiere del bianco · f7 alfiere del bianco · b6 pedone del nero · d6 cavallo del bianco · f6 cavallo del nero · a5 pedone del nero · b5 pedone del bianco · c5 re del nero · d5 donna del nero · g5 donna del bianco · e4 pedone del bianco · b3 torre del bianco · c2 re del bianco · e2 cavallo del bianco · h2 pedone del nero · g1 alfiere del nero | a8 alfiere del nero · e7 alfiere del bianco · f7 alfiere del bianco · b6 pedone del nero · d6 cavallo del bianco · f6 cavallo del nero · a5 pedone del nero · b5 pedone del bianco · c5 re del nero · d5 donna del nero · g5 donna del bianco · e4 pedone del bianco · b3 torre del bianco · c2 re del bianco · e2 cavallo del bianco · h2 pedone del nero · g1 alfiere del nero | 3 |
| 2 | a8 alfiere del nero · e7 alfiere del bianco · f7 alfiere del bianco · b6 pedone del nero · d6 cavallo del bianco · f6 cavallo del nero · a5 pedone del nero · b5 pedone del bianco · c5 re del nero · d5 donna del nero · g5 donna del bianco · e4 pedone del bianco · b3 torre del bianco · c2 re del bianco · e2 cavallo del bianco · h2 pedone del nero · g1 alfiere del nero | a8 alfiere del nero · e7 alfiere del bianco · f7 alfiere del bianco · b6 pedone del nero · d6 cavallo del bianco · f6 cavallo del nero · a5 pedone del nero · b5 pedone del bianco · c5 re del nero · d5 donna del nero · g5 donna del bianco · e4 pedone del bianco · b3 torre del bianco · c2 re del bianco · e2 cavallo del bianco · h2 pedone del nero · g1 alfiere del nero | a8 alfiere del nero · e7 alfiere del bianco · f7 alfiere del bianco · b6 pedone del nero · d6 cavallo del bianco · f6 cavallo del nero · a5 pedone del nero · b5 pedone del bianco · c5 re del nero · d5 donna del nero · g5 donna del bianco · e4 pedone del bianco · b3 torre del bianco · c2 re del bianco · e2 cavallo del bianco · h2 pedone del nero · g1 alfiere del nero | a8 alfiere del nero · e7 alfiere del bianco · f7 alfiere del bianco · b6 pedone del nero · d6 cavallo del bianco · f6 cavallo del nero · a5 pedone del nero · b5 pedone del bianco · c5 re del nero · d5 donna del nero · g5 donna del bianco · e4 pedone del bianco · b3 torre del bianco · c2 re del bianco · e2 cavallo del bianco · h2 pedone del nero · g1 alfiere del nero | a8 alfiere del nero · e7 alfiere del bianco · f7 alfiere del bianco · b6 pedone del nero · d6 cavallo del bianco · f6 cavallo del nero · a5 pedone del nero · b5 pedone del bianco · c5 re del nero · d5 donna del nero · g5 donna del bianco · e4 pedone del bianco · b3 torre del bianco · c2 re del bianco · e2 cavallo del bianco · h2 pedone del nero · g1 alfiere del nero | a8 alfiere del nero · e7 alfiere del bianco · f7 alfiere del bianco · b6 pedone del nero · d6 cavallo del bianco · f6 cavallo del nero · a5 pedone del nero · b5 pedone del bianco · c5 re del nero · d5 donna del nero · g5 donna del bianco · e4 pedone del bianco · b3 torre del bianco · c2 re del bianco · e2 cavallo del bianco · h2 pedone del nero · g1 alfiere del nero | a8 alfiere del nero · e7 alfiere del bianco · f7 alfiere del bianco · b6 pedone del nero · d6 cavallo del bianco · f6 cavallo del nero · a5 pedone del nero · b5 pedone del bianco · c5 re del nero · d5 donna del nero · g5 donna del bianco · e4 pedone del bianco · b3 torre del bianco · c2 re del bianco · e2 cavallo del bianco · h2 pedone del nero · g1 alfiere del nero | a8 alfiere del nero · e7 alfiere del bianco · f7 alfiere del bianco · b6 pedone del nero · d6 cavallo del bianco · f6 cavallo del nero · a5 pedone del nero · b5 pedone del bianco · c5 re del nero · d5 donna del nero · g5 donna del bianco · e4 pedone del bianco · b3 torre del bianco · c2 re del bianco · e2 cavallo del bianco · h2 pedone del nero · g1 alfiere del nero | 2 |
| 1 | a8 alfiere del nero · e7 alfiere del bianco · f7 alfiere del bianco · b6 pedone del nero · d6 cavallo del bianco · f6 cavallo del nero · a5 pedone del nero · b5 pedone del bianco · c5 re del nero · d5 donna del nero · g5 donna del bianco · e4 pedone del bianco · b3 torre del bianco · c2 re del bianco · e2 cavallo del bianco · h2 pedone del nero · g1 alfiere del nero | a8 alfiere del nero · e7 alfiere del bianco · f7 alfiere del bianco · b6 pedone del nero · d6 cavallo del bianco · f6 cavallo del nero · a5 pedone del nero · b5 pedone del bianco · c5 re del nero · d5 donna del nero · g5 donna del bianco · e4 pedone del bianco · b3 torre del bianco · c2 re del bianco · e2 cavallo del bianco · h2 pedone del nero · g1 alfiere del nero | a8 alfiere del nero · e7 alfiere del bianco · f7 alfiere del bianco · b6 pedone del nero · d6 cavallo del bianco · f6 cavallo del nero · a5 pedone del nero · b5 pedone del bianco · c5 re del nero · d5 donna del nero · g5 donna del bianco · e4 pedone del bianco · b3 torre del bianco · c2 re del bianco · e2 cavallo del bianco · h2 pedone del nero · g1 alfiere del nero | a8 alfiere del nero · e7 alfiere del bianco · f7 alfiere del bianco · b6 pedone del nero · d6 cavallo del bianco · f6 cavallo del nero · a5 pedone del nero · b5 pedone del bianco · c5 re del nero · d5 donna del nero · g5 donna del bianco · e4 pedone del bianco · b3 torre del bianco · c2 re del bianco · e2 cavallo del bianco · h2 pedone del nero · g1 alfiere del nero | a8 alfiere del nero · e7 alfiere del bianco · f7 alfiere del bianco · b6 pedone del nero · d6 cavallo del bianco · f6 cavallo del nero · a5 pedone del nero · b5 pedone del bianco · c5 re del nero · d5 donna del nero · g5 donna del bianco · e4 pedone del bianco · b3 torre del bianco · c2 re del bianco · e2 cavallo del bianco · h2 pedone del nero · g1 alfiere del nero | a8 alfiere del nero · e7 alfiere del bianco · f7 alfiere del bianco · b6 pedone del nero · d6 cavallo del bianco · f6 cavallo del nero · a5 pedone del nero · b5 pedone del bianco · c5 re del nero · d5 donna del nero · g5 donna del bianco · e4 pedone del bianco · b3 torre del bianco · c2 re del bianco · e2 cavallo del bianco · h2 pedone del nero · g1 alfiere del nero | a8 alfiere del nero · e7 alfiere del bianco · f7 alfiere del bianco · b6 pedone del nero · d6 cavallo del bianco · f6 cavallo del nero · a5 pedone del nero · b5 pedone del bianco · c5 re del nero · d5 donna del nero · g5 donna del bianco · e4 pedone del bianco · b3 torre del bianco · c2 re del bianco · e2 cavallo del bianco · h2 pedone del nero · g1 alfiere del nero | a8 alfiere del nero · e7 alfiere del bianco · f7 alfiere del bianco · b6 pedone del nero · d6 cavallo del bianco · f6 cavallo del nero · a5 pedone del nero · b5 pedone del bianco · c5 re del nero · d5 donna del nero · g5 donna del bianco · e4 pedone del bianco · b3 torre del bianco · c2 re del bianco · e2 cavallo del bianco · h2 pedone del nero · g1 alfiere del nero | 1 |
|   | a | b | c | d | e | f | g | h |   |

Soluzione:
Chiave: 1. Dc1!  (1. Cf4? ...Rd4!)
1... ∼  2. Da3#

1... Dd4  2. Cb7#

1... Dd2+  2. Rxd2#

1... Dxe4+ 2.  Cxe4#

1... Dc4+  2. Cxc4#

|   | a | b | c | d | e | f | g | h |   |
| 8 | a8 torre del nero · f8 torre del nero · b7 pedone del nero · c7 cavallo del bianco · d7 pedone del bianco · a6 pedone del nero · b6 pedone del bianco · c6 re del nero · f6 cavallo del bianco · h6 donna del bianco · c5 alfiere del bianco · d5 torre del bianco · f5 cavallo del nero · b4 pedone del bianco · c2 pedone del nero · f2 re del bianco · h2 pedone del nero | a8 torre del nero · f8 torre del nero · b7 pedone del nero · c7 cavallo del bianco · d7 pedone del bianco · a6 pedone del nero · b6 pedone del bianco · c6 re del nero · f6 cavallo del bianco · h6 donna del bianco · c5 alfiere del bianco · d5 torre del bianco · f5 cavallo del nero · b4 pedone del bianco · c2 pedone del nero · f2 re del bianco · h2 pedone del nero | a8 torre del nero · f8 torre del nero · b7 pedone del nero · c7 cavallo del bianco · d7 pedone del bianco · a6 pedone del nero · b6 pedone del bianco · c6 re del nero · f6 cavallo del bianco · h6 donna del bianco · c5 alfiere del bianco · d5 torre del bianco · f5 cavallo del nero · b4 pedone del bianco · c2 pedone del nero · f2 re del bianco · h2 pedone del nero | a8 torre del nero · f8 torre del nero · b7 pedone del nero · c7 cavallo del bianco · d7 pedone del bianco · a6 pedone del nero · b6 pedone del bianco · c6 re del nero · f6 cavallo del bianco · h6 donna del bianco · c5 alfiere del bianco · d5 torre del bianco · f5 cavallo del nero · b4 pedone del bianco · c2 pedone del nero · f2 re del bianco · h2 pedone del nero | a8 torre del nero · f8 torre del nero · b7 pedone del nero · c7 cavallo del bianco · d7 pedone del bianco · a6 pedone del nero · b6 pedone del bianco · c6 re del nero · f6 cavallo del bianco · h6 donna del bianco · c5 alfiere del bianco · d5 torre del bianco · f5 cavallo del nero · b4 pedone del bianco · c2 pedone del nero · f2 re del bianco · h2 pedone del nero | a8 torre del nero · f8 torre del nero · b7 pedone del nero · c7 cavallo del bianco · d7 pedone del bianco · a6 pedone del nero · b6 pedone del bianco · c6 re del nero · f6 cavallo del bianco · h6 donna del bianco · c5 alfiere del bianco · d5 torre del bianco · f5 cavallo del nero · b4 pedone del bianco · c2 pedone del nero · f2 re del bianco · h2 pedone del nero | a8 torre del nero · f8 torre del nero · b7 pedone del nero · c7 cavallo del bianco · d7 pedone del bianco · a6 pedone del nero · b6 pedone del bianco · c6 re del nero · f6 cavallo del bianco · h6 donna del bianco · c5 alfiere del bianco · d5 torre del bianco · f5 cavallo del nero · b4 pedone del bianco · c2 pedone del nero · f2 re del bianco · h2 pedone del nero | a8 torre del nero · f8 torre del nero · b7 pedone del nero · c7 cavallo del bianco · d7 pedone del bianco · a6 pedone del nero · b6 pedone del bianco · c6 re del nero · f6 cavallo del bianco · h6 donna del bianco · c5 alfiere del bianco · d5 torre del bianco · f5 cavallo del nero · b4 pedone del bianco · c2 pedone del nero · f2 re del bianco · h2 pedone del nero | 8 |
| 7 | a8 torre del nero · f8 torre del nero · b7 pedone del nero · c7 cavallo del bianco · d7 pedone del bianco · a6 pedone del nero · b6 pedone del bianco · c6 re del nero · f6 cavallo del bianco · h6 donna del bianco · c5 alfiere del bianco · d5 torre del bianco · f5 cavallo del nero · b4 pedone del bianco · c2 pedone del nero · f2 re del bianco · h2 pedone del nero | a8 torre del nero · f8 torre del nero · b7 pedone del nero · c7 cavallo del bianco · d7 pedone del bianco · a6 pedone del nero · b6 pedone del bianco · c6 re del nero · f6 cavallo del bianco · h6 donna del bianco · c5 alfiere del bianco · d5 torre del bianco · f5 cavallo del nero · b4 pedone del bianco · c2 pedone del nero · f2 re del bianco · h2 pedone del nero | a8 torre del nero · f8 torre del nero · b7 pedone del nero · c7 cavallo del bianco · d7 pedone del bianco · a6 pedone del nero · b6 pedone del bianco · c6 re del nero · f6 cavallo del bianco · h6 donna del bianco · c5 alfiere del bianco · d5 torre del bianco · f5 cavallo del nero · b4 pedone del bianco · c2 pedone del nero · f2 re del bianco · h2 pedone del nero | a8 torre del nero · f8 torre del nero · b7 pedone del nero · c7 cavallo del bianco · d7 pedone del bianco · a6 pedone del nero · b6 pedone del bianco · c6 re del nero · f6 cavallo del bianco · h6 donna del bianco · c5 alfiere del bianco · d5 torre del bianco · f5 cavallo del nero · b4 pedone del bianco · c2 pedone del nero · f2 re del bianco · h2 pedone del nero | a8 torre del nero · f8 torre del nero · b7 pedone del nero · c7 cavallo del bianco · d7 pedone del bianco · a6 pedone del nero · b6 pedone del bianco · c6 re del nero · f6 cavallo del bianco · h6 donna del bianco · c5 alfiere del bianco · d5 torre del bianco · f5 cavallo del nero · b4 pedone del bianco · c2 pedone del nero · f2 re del bianco · h2 pedone del nero | a8 torre del nero · f8 torre del nero · b7 pedone del nero · c7 cavallo del bianco · d7 pedone del bianco · a6 pedone del nero · b6 pedone del bianco · c6 re del nero · f6 cavallo del bianco · h6 donna del bianco · c5 alfiere del bianco · d5 torre del bianco · f5 cavallo del nero · b4 pedone del bianco · c2 pedone del nero · f2 re del bianco · h2 pedone del nero | a8 torre del nero · f8 torre del nero · b7 pedone del nero · c7 cavallo del bianco · d7 pedone del bianco · a6 pedone del nero · b6 pedone del bianco · c6 re del nero · f6 cavallo del bianco · h6 donna del bianco · c5 alfiere del bianco · d5 torre del bianco · f5 cavallo del nero · b4 pedone del bianco · c2 pedone del nero · f2 re del bianco · h2 pedone del nero | a8 torre del nero · f8 torre del nero · b7 pedone del nero · c7 cavallo del bianco · d7 pedone del bianco · a6 pedone del nero · b6 pedone del bianco · c6 re del nero · f6 cavallo del bianco · h6 donna del bianco · c5 alfiere del bianco · d5 torre del bianco · f5 cavallo del nero · b4 pedone del bianco · c2 pedone del nero · f2 re del bianco · h2 pedone del nero | 7 |
| 6 | a8 torre del nero · f8 torre del nero · b7 pedone del nero · c7 cavallo del bianco · d7 pedone del bianco · a6 pedone del nero · b6 pedone del bianco · c6 re del nero · f6 cavallo del bianco · h6 donna del bianco · c5 alfiere del bianco · d5 torre del bianco · f5 cavallo del nero · b4 pedone del bianco · c2 pedone del nero · f2 re del bianco · h2 pedone del nero | a8 torre del nero · f8 torre del nero · b7 pedone del nero · c7 cavallo del bianco · d7 pedone del bianco · a6 pedone del nero · b6 pedone del bianco · c6 re del nero · f6 cavallo del bianco · h6 donna del bianco · c5 alfiere del bianco · d5 torre del bianco · f5 cavallo del nero · b4 pedone del bianco · c2 pedone del nero · f2 re del bianco · h2 pedone del nero | a8 torre del nero · f8 torre del nero · b7 pedone del nero · c7 cavallo del bianco · d7 pedone del bianco · a6 pedone del nero · b6 pedone del bianco · c6 re del nero · f6 cavallo del bianco · h6 donna del bianco · c5 alfiere del bianco · d5 torre del bianco · f5 cavallo del nero · b4 pedone del bianco · c2 pedone del nero · f2 re del bianco · h2 pedone del nero | a8 torre del nero · f8 torre del nero · b7 pedone del nero · c7 cavallo del bianco · d7 pedone del bianco · a6 pedone del nero · b6 pedone del bianco · c6 re del nero · f6 cavallo del bianco · h6 donna del bianco · c5 alfiere del bianco · d5 torre del bianco · f5 cavallo del nero · b4 pedone del bianco · c2 pedone del nero · f2 re del bianco · h2 pedone del nero | a8 torre del nero · f8 torre del nero · b7 pedone del nero · c7 cavallo del bianco · d7 pedone del bianco · a6 pedone del nero · b6 pedone del bianco · c6 re del nero · f6 cavallo del bianco · h6 donna del bianco · c5 alfiere del bianco · d5 torre del bianco · f5 cavallo del nero · b4 pedone del bianco · c2 pedone del nero · f2 re del bianco · h2 pedone del nero | a8 torre del nero · f8 torre del nero · b7 pedone del nero · c7 cavallo del bianco · d7 pedone del bianco · a6 pedone del nero · b6 pedone del bianco · c6 re del nero · f6 cavallo del bianco · h6 donna del bianco · c5 alfiere del bianco · d5 torre del bianco · f5 cavallo del nero · b4 pedone del bianco · c2 pedone del nero · f2 re del bianco · h2 pedone del nero | a8 torre del nero · f8 torre del nero · b7 pedone del nero · c7 cavallo del bianco · d7 pedone del bianco · a6 pedone del nero · b6 pedone del bianco · c6 re del nero · f6 cavallo del bianco · h6 donna del bianco · c5 alfiere del bianco · d5 torre del bianco · f5 cavallo del nero · b4 pedone del bianco · c2 pedone del nero · f2 re del bianco · h2 pedone del nero | a8 torre del nero · f8 torre del nero · b7 pedone del nero · c7 cavallo del bianco · d7 pedone del bianco · a6 pedone del nero · b6 pedone del bianco · c6 re del nero · f6 cavallo del bianco · h6 donna del bianco · c5 alfiere del bianco · d5 torre del bianco · f5 cavallo del nero · b4 pedone del bianco · c2 pedone del nero · f2 re del bianco · h2 pedone del nero | 6 |
| 5 | a8 torre del nero · f8 torre del nero · b7 pedone del nero · c7 cavallo del bianco · d7 pedone del bianco · a6 pedone del nero · b6 pedone del bianco · c6 re del nero · f6 cavallo del bianco · h6 donna del bianco · c5 alfiere del bianco · d5 torre del bianco · f5 cavallo del nero · b4 pedone del bianco · c2 pedone del nero · f2 re del bianco · h2 pedone del nero | a8 torre del nero · f8 torre del nero · b7 pedone del nero · c7 cavallo del bianco · d7 pedone del bianco · a6 pedone del nero · b6 pedone del bianco · c6 re del nero · f6 cavallo del bianco · h6 donna del bianco · c5 alfiere del bianco · d5 torre del bianco · f5 cavallo del nero · b4 pedone del bianco · c2 pedone del nero · f2 re del bianco · h2 pedone del nero | a8 torre del nero · f8 torre del nero · b7 pedone del nero · c7 cavallo del bianco · d7 pedone del bianco · a6 pedone del nero · b6 pedone del bianco · c6 re del nero · f6 cavallo del bianco · h6 donna del bianco · c5 alfiere del bianco · d5 torre del bianco · f5 cavallo del nero · b4 pedone del bianco · c2 pedone del nero · f2 re del bianco · h2 pedone del nero | a8 torre del nero · f8 torre del nero · b7 pedone del nero · c7 cavallo del bianco · d7 pedone del bianco · a6 pedone del nero · b6 pedone del bianco · c6 re del nero · f6 cavallo del bianco · h6 donna del bianco · c5 alfiere del bianco · d5 torre del bianco · f5 cavallo del nero · b4 pedone del bianco · c2 pedone del nero · f2 re del bianco · h2 pedone del nero | a8 torre del nero · f8 torre del nero · b7 pedone del nero · c7 cavallo del bianco · d7 pedone del bianco · a6 pedone del nero · b6 pedone del bianco · c6 re del nero · f6 cavallo del bianco · h6 donna del bianco · c5 alfiere del bianco · d5 torre del bianco · f5 cavallo del nero · b4 pedone del bianco · c2 pedone del nero · f2 re del bianco · h2 pedone del nero | a8 torre del nero · f8 torre del nero · b7 pedone del nero · c7 cavallo del bianco · d7 pedone del bianco · a6 pedone del nero · b6 pedone del bianco · c6 re del nero · f6 cavallo del bianco · h6 donna del bianco · c5 alfiere del bianco · d5 torre del bianco · f5 cavallo del nero · b4 pedone del bianco · c2 pedone del nero · f2 re del bianco · h2 pedone del nero | a8 torre del nero · f8 torre del nero · b7 pedone del nero · c7 cavallo del bianco · d7 pedone del bianco · a6 pedone del nero · b6 pedone del bianco · c6 re del nero · f6 cavallo del bianco · h6 donna del bianco · c5 alfiere del bianco · d5 torre del bianco · f5 cavallo del nero · b4 pedone del bianco · c2 pedone del nero · f2 re del bianco · h2 pedone del nero | a8 torre del nero · f8 torre del nero · b7 pedone del nero · c7 cavallo del bianco · d7 pedone del bianco · a6 pedone del nero · b6 pedone del bianco · c6 re del nero · f6 cavallo del bianco · h6 donna del bianco · c5 alfiere del bianco · d5 torre del bianco · f5 cavallo del nero · b4 pedone del bianco · c2 pedone del nero · f2 re del bianco · h2 pedone del nero | 5 |
| 4 | a8 torre del nero · f8 torre del nero · b7 pedone del nero · c7 cavallo del bianco · d7 pedone del bianco · a6 pedone del nero · b6 pedone del bianco · c6 re del nero · f6 cavallo del bianco · h6 donna del bianco · c5 alfiere del bianco · d5 torre del bianco · f5 cavallo del nero · b4 pedone del bianco · c2 pedone del nero · f2 re del bianco · h2 pedone del nero | a8 torre del nero · f8 torre del nero · b7 pedone del nero · c7 cavallo del bianco · d7 pedone del bianco · a6 pedone del nero · b6 pedone del bianco · c6 re del nero · f6 cavallo del bianco · h6 donna del bianco · c5 alfiere del bianco · d5 torre del bianco · f5 cavallo del nero · b4 pedone del bianco · c2 pedone del nero · f2 re del bianco · h2 pedone del nero | a8 torre del nero · f8 torre del nero · b7 pedone del nero · c7 cavallo del bianco · d7 pedone del bianco · a6 pedone del nero · b6 pedone del bianco · c6 re del nero · f6 cavallo del bianco · h6 donna del bianco · c5 alfiere del bianco · d5 torre del bianco · f5 cavallo del nero · b4 pedone del bianco · c2 pedone del nero · f2 re del bianco · h2 pedone del nero | a8 torre del nero · f8 torre del nero · b7 pedone del nero · c7 cavallo del bianco · d7 pedone del bianco · a6 pedone del nero · b6 pedone del bianco · c6 re del nero · f6 cavallo del bianco · h6 donna del bianco · c5 alfiere del bianco · d5 torre del bianco · f5 cavallo del nero · b4 pedone del bianco · c2 pedone del nero · f2 re del bianco · h2 pedone del nero | a8 torre del nero · f8 torre del nero · b7 pedone del nero · c7 cavallo del bianco · d7 pedone del bianco · a6 pedone del nero · b6 pedone del bianco · c6 re del nero · f6 cavallo del bianco · h6 donna del bianco · c5 alfiere del bianco · d5 torre del bianco · f5 cavallo del nero · b4 pedone del bianco · c2 pedone del nero · f2 re del bianco · h2 pedone del nero | a8 torre del nero · f8 torre del nero · b7 pedone del nero · c7 cavallo del bianco · d7 pedone del bianco · a6 pedone del nero · b6 pedone del bianco · c6 re del nero · f6 cavallo del bianco · h6 donna del bianco · c5 alfiere del bianco · d5 torre del bianco · f5 cavallo del nero · b4 pedone del bianco · c2 pedone del nero · f2 re del bianco · h2 pedone del nero | a8 torre del nero · f8 torre del nero · b7 pedone del nero · c7 cavallo del bianco · d7 pedone del bianco · a6 pedone del nero · b6 pedone del bianco · c6 re del nero · f6 cavallo del bianco · h6 donna del bianco · c5 alfiere del bianco · d5 torre del bianco · f5 cavallo del nero · b4 pedone del bianco · c2 pedone del nero · f2 re del bianco · h2 pedone del nero | a8 torre del nero · f8 torre del nero · b7 pedone del nero · c7 cavallo del bianco · d7 pedone del bianco · a6 pedone del nero · b6 pedone del bianco · c6 re del nero · f6 cavallo del bianco · h6 donna del bianco · c5 alfiere del bianco · d5 torre del bianco · f5 cavallo del nero · b4 pedone del bianco · c2 pedone del nero · f2 re del bianco · h2 pedone del nero | 4 |
| 3 | a8 torre del nero · f8 torre del nero · b7 pedone del nero · c7 cavallo del bianco · d7 pedone del bianco · a6 pedone del nero · b6 pedone del bianco · c6 re del nero · f6 cavallo del bianco · h6 donna del bianco · c5 alfiere del bianco · d5 torre del bianco · f5 cavallo del nero · b4 pedone del bianco · c2 pedone del nero · f2 re del bianco · h2 pedone del nero | a8 torre del nero · f8 torre del nero · b7 pedone del nero · c7 cavallo del bianco · d7 pedone del bianco · a6 pedone del nero · b6 pedone del bianco · c6 re del nero · f6 cavallo del bianco · h6 donna del bianco · c5 alfiere del bianco · d5 torre del bianco · f5 cavallo del nero · b4 pedone del bianco · c2 pedone del nero · f2 re del bianco · h2 pedone del nero | a8 torre del nero · f8 torre del nero · b7 pedone del nero · c7 cavallo del bianco · d7 pedone del bianco · a6 pedone del nero · b6 pedone del bianco · c6 re del nero · f6 cavallo del bianco · h6 donna del bianco · c5 alfiere del bianco · d5 torre del bianco · f5 cavallo del nero · b4 pedone del bianco · c2 pedone del nero · f2 re del bianco · h2 pedone del nero | a8 torre del nero · f8 torre del nero · b7 pedone del nero · c7 cavallo del bianco · d7 pedone del bianco · a6 pedone del nero · b6 pedone del bianco · c6 re del nero · f6 cavallo del bianco · h6 donna del bianco · c5 alfiere del bianco · d5 torre del bianco · f5 cavallo del nero · b4 pedone del bianco · c2 pedone del nero · f2 re del bianco · h2 pedone del nero | a8 torre del nero · f8 torre del nero · b7 pedone del nero · c7 cavallo del bianco · d7 pedone del bianco · a6 pedone del nero · b6 pedone del bianco · c6 re del nero · f6 cavallo del bianco · h6 donna del bianco · c5 alfiere del bianco · d5 torre del bianco · f5 cavallo del nero · b4 pedone del bianco · c2 pedone del nero · f2 re del bianco · h2 pedone del nero | a8 torre del nero · f8 torre del nero · b7 pedone del nero · c7 cavallo del bianco · d7 pedone del bianco · a6 pedone del nero · b6 pedone del bianco · c6 re del nero · f6 cavallo del bianco · h6 donna del bianco · c5 alfiere del bianco · d5 torre del bianco · f5 cavallo del nero · b4 pedone del bianco · c2 pedone del nero · f2 re del bianco · h2 pedone del nero | a8 torre del nero · f8 torre del nero · b7 pedone del nero · c7 cavallo del bianco · d7 pedone del bianco · a6 pedone del nero · b6 pedone del bianco · c6 re del nero · f6 cavallo del bianco · h6 donna del bianco · c5 alfiere del bianco · d5 torre del bianco · f5 cavallo del nero · b4 pedone del bianco · c2 pedone del nero · f2 re del bianco · h2 pedone del nero | a8 torre del nero · f8 torre del nero · b7 pedone del nero · c7 cavallo del bianco · d7 pedone del bianco · a6 pedone del nero · b6 pedone del bianco · c6 re del nero · f6 cavallo del bianco · h6 donna del bianco · c5 alfiere del bianco · d5 torre del bianco · f5 cavallo del nero · b4 pedone del bianco · c2 pedone del nero · f2 re del bianco · h2 pedone del nero | 3 |
| 2 | a8 torre del nero · f8 torre del nero · b7 pedone del nero · c7 cavallo del bianco · d7 pedone del bianco · a6 pedone del nero · b6 pedone del bianco · c6 re del nero · f6 cavallo del bianco · h6 donna del bianco · c5 alfiere del bianco · d5 torre del bianco · f5 cavallo del nero · b4 pedone del bianco · c2 pedone del nero · f2 re del bianco · h2 pedone del nero | a8 torre del nero · f8 torre del nero · b7 pedone del nero · c7 cavallo del bianco · d7 pedone del bianco · a6 pedone del nero · b6 pedone del bianco · c6 re del nero · f6 cavallo del bianco · h6 donna del bianco · c5 alfiere del bianco · d5 torre del bianco · f5 cavallo del nero · b4 pedone del bianco · c2 pedone del nero · f2 re del bianco · h2 pedone del nero | a8 torre del nero · f8 torre del nero · b7 pedone del nero · c7 cavallo del bianco · d7 pedone del bianco · a6 pedone del nero · b6 pedone del bianco · c6 re del nero · f6 cavallo del bianco · h6 donna del bianco · c5 alfiere del bianco · d5 torre del bianco · f5 cavallo del nero · b4 pedone del bianco · c2 pedone del nero · f2 re del bianco · h2 pedone del nero | a8 torre del nero · f8 torre del nero · b7 pedone del nero · c7 cavallo del bianco · d7 pedone del bianco · a6 pedone del nero · b6 pedone del bianco · c6 re del nero · f6 cavallo del bianco · h6 donna del bianco · c5 alfiere del bianco · d5 torre del bianco · f5 cavallo del nero · b4 pedone del bianco · c2 pedone del nero · f2 re del bianco · h2 pedone del nero | a8 torre del nero · f8 torre del nero · b7 pedone del nero · c7 cavallo del bianco · d7 pedone del bianco · a6 pedone del nero · b6 pedone del bianco · c6 re del nero · f6 cavallo del bianco · h6 donna del bianco · c5 alfiere del bianco · d5 torre del bianco · f5 cavallo del nero · b4 pedone del bianco · c2 pedone del nero · f2 re del bianco · h2 pedone del nero | a8 torre del nero · f8 torre del nero · b7 pedone del nero · c7 cavallo del bianco · d7 pedone del bianco · a6 pedone del nero · b6 pedone del bianco · c6 re del nero · f6 cavallo del bianco · h6 donna del bianco · c5 alfiere del bianco · d5 torre del bianco · f5 cavallo del nero · b4 pedone del bianco · c2 pedone del nero · f2 re del bianco · h2 pedone del nero | a8 torre del nero · f8 torre del nero · b7 pedone del nero · c7 cavallo del bianco · d7 pedone del bianco · a6 pedone del nero · b6 pedone del bianco · c6 re del nero · f6 cavallo del bianco · h6 donna del bianco · c5 alfiere del bianco · d5 torre del bianco · f5 cavallo del nero · b4 pedone del bianco · c2 pedone del nero · f2 re del bianco · h2 pedone del nero | a8 torre del nero · f8 torre del nero · b7 pedone del nero · c7 cavallo del bianco · d7 pedone del bianco · a6 pedone del nero · b6 pedone del bianco · c6 re del nero · f6 cavallo del bianco · h6 donna del bianco · c5 alfiere del bianco · d5 torre del bianco · f5 cavallo del nero · b4 pedone del bianco · c2 pedone del nero · f2 re del bianco · h2 pedone del nero | 2 |
| 1 | a8 torre del nero · f8 torre del nero · b7 pedone del nero · c7 cavallo del bianco · d7 pedone del bianco · a6 pedone del nero · b6 pedone del bianco · c6 re del nero · f6 cavallo del bianco · h6 donna del bianco · c5 alfiere del bianco · d5 torre del bianco · f5 cavallo del nero · b4 pedone del bianco · c2 pedone del nero · f2 re del bianco · h2 pedone del nero | a8 torre del nero · f8 torre del nero · b7 pedone del nero · c7 cavallo del bianco · d7 pedone del bianco · a6 pedone del nero · b6 pedone del bianco · c6 re del nero · f6 cavallo del bianco · h6 donna del bianco · c5 alfiere del bianco · d5 torre del bianco · f5 cavallo del nero · b4 pedone del bianco · c2 pedone del nero · f2 re del bianco · h2 pedone del nero | a8 torre del nero · f8 torre del nero · b7 pedone del nero · c7 cavallo del bianco · d7 pedone del bianco · a6 pedone del nero · b6 pedone del bianco · c6 re del nero · f6 cavallo del bianco · h6 donna del bianco · c5 alfiere del bianco · d5 torre del bianco · f5 cavallo del nero · b4 pedone del bianco · c2 pedone del nero · f2 re del bianco · h2 pedone del nero | a8 torre del nero · f8 torre del nero · b7 pedone del nero · c7 cavallo del bianco · d7 pedone del bianco · a6 pedone del nero · b6 pedone del bianco · c6 re del nero · f6 cavallo del bianco · h6 donna del bianco · c5 alfiere del bianco · d5 torre del bianco · f5 cavallo del nero · b4 pedone del bianco · c2 pedone del nero · f2 re del bianco · h2 pedone del nero | a8 torre del nero · f8 torre del nero · b7 pedone del nero · c7 cavallo del bianco · d7 pedone del bianco · a6 pedone del nero · b6 pedone del bianco · c6 re del nero · f6 cavallo del bianco · h6 donna del bianco · c5 alfiere del bianco · d5 torre del bianco · f5 cavallo del nero · b4 pedone del bianco · c2 pedone del nero · f2 re del bianco · h2 pedone del nero | a8 torre del nero · f8 torre del nero · b7 pedone del nero · c7 cavallo del bianco · d7 pedone del bianco · a6 pedone del nero · b6 pedone del bianco · c6 re del nero · f6 cavallo del bianco · h6 donna del bianco · c5 alfiere del bianco · d5 torre del bianco · f5 cavallo del nero · b4 pedone del bianco · c2 pedone del nero · f2 re del bianco · h2 pedone del nero | a8 torre del nero · f8 torre del nero · b7 pedone del nero · c7 cavallo del bianco · d7 pedone del bianco · a6 pedone del nero · b6 pedone del bianco · c6 re del nero · f6 cavallo del bianco · h6 donna del bianco · c5 alfiere del bianco · d5 torre del bianco · f5 cavallo del nero · b4 pedone del bianco · c2 pedone del nero · f2 re del bianco · h2 pedone del nero | a8 torre del nero · f8 torre del nero · b7 pedone del nero · c7 cavallo del bianco · d7 pedone del bianco · a6 pedone del nero · b6 pedone del bianco · c6 re del nero · f6 cavallo del bianco · h6 donna del bianco · c5 alfiere del bianco · d5 torre del bianco · f5 cavallo del nero · b4 pedone del bianco · c2 pedone del nero · f2 re del bianco · h2 pedone del nero | 1 |
|   | a | b | c | d | e | f | g | h |   |

Soluzione:
1. Re1!  (min. 2. Cg4+  Tf6 3. Ce5#)
Alcune varianti:

1... c1=D+  2. Dxc1 h1=D+  3. Ag1#

1... h1=D+  2. Dxc1 c1=D+  3. Td1#

1... Te8+   2. Cxe8+  Cxh6  3. d8=C#

|   | a | b | c | d | e | f | g | h |   |
| 8 | a8 re del nero · c7 torre del bianco · d7 cavallo del bianco · b5 pedone del nero · e5 alfiere del bianco · a4 cavallo del nero · b4 pedone del nero · b3 re del bianco · c3 alfiere del nero · a2 donna del bianco · b2 cavallo del nero | a8 re del nero · c7 torre del bianco · d7 cavallo del bianco · b5 pedone del nero · e5 alfiere del bianco · a4 cavallo del nero · b4 pedone del nero · b3 re del bianco · c3 alfiere del nero · a2 donna del bianco · b2 cavallo del nero | a8 re del nero · c7 torre del bianco · d7 cavallo del bianco · b5 pedone del nero · e5 alfiere del bianco · a4 cavallo del nero · b4 pedone del nero · b3 re del bianco · c3 alfiere del nero · a2 donna del bianco · b2 cavallo del nero | a8 re del nero · c7 torre del bianco · d7 cavallo del bianco · b5 pedone del nero · e5 alfiere del bianco · a4 cavallo del nero · b4 pedone del nero · b3 re del bianco · c3 alfiere del nero · a2 donna del bianco · b2 cavallo del nero | a8 re del nero · c7 torre del bianco · d7 cavallo del bianco · b5 pedone del nero · e5 alfiere del bianco · a4 cavallo del nero · b4 pedone del nero · b3 re del bianco · c3 alfiere del nero · a2 donna del bianco · b2 cavallo del nero | a8 re del nero · c7 torre del bianco · d7 cavallo del bianco · b5 pedone del nero · e5 alfiere del bianco · a4 cavallo del nero · b4 pedone del nero · b3 re del bianco · c3 alfiere del nero · a2 donna del bianco · b2 cavallo del nero | a8 re del nero · c7 torre del bianco · d7 cavallo del bianco · b5 pedone del nero · e5 alfiere del bianco · a4 cavallo del nero · b4 pedone del nero · b3 re del bianco · c3 alfiere del nero · a2 donna del bianco · b2 cavallo del nero | a8 re del nero · c7 torre del bianco · d7 cavallo del bianco · b5 pedone del nero · e5 alfiere del bianco · a4 cavallo del nero · b4 pedone del nero · b3 re del bianco · c3 alfiere del nero · a2 donna del bianco · b2 cavallo del nero | 8 |
| 7 | a8 re del nero · c7 torre del bianco · d7 cavallo del bianco · b5 pedone del nero · e5 alfiere del bianco · a4 cavallo del nero · b4 pedone del nero · b3 re del bianco · c3 alfiere del nero · a2 donna del bianco · b2 cavallo del nero | a8 re del nero · c7 torre del bianco · d7 cavallo del bianco · b5 pedone del nero · e5 alfiere del bianco · a4 cavallo del nero · b4 pedone del nero · b3 re del bianco · c3 alfiere del nero · a2 donna del bianco · b2 cavallo del nero | a8 re del nero · c7 torre del bianco · d7 cavallo del bianco · b5 pedone del nero · e5 alfiere del bianco · a4 cavallo del nero · b4 pedone del nero · b3 re del bianco · c3 alfiere del nero · a2 donna del bianco · b2 cavallo del nero | a8 re del nero · c7 torre del bianco · d7 cavallo del bianco · b5 pedone del nero · e5 alfiere del bianco · a4 cavallo del nero · b4 pedone del nero · b3 re del bianco · c3 alfiere del nero · a2 donna del bianco · b2 cavallo del nero | a8 re del nero · c7 torre del bianco · d7 cavallo del bianco · b5 pedone del nero · e5 alfiere del bianco · a4 cavallo del nero · b4 pedone del nero · b3 re del bianco · c3 alfiere del nero · a2 donna del bianco · b2 cavallo del nero | a8 re del nero · c7 torre del bianco · d7 cavallo del bianco · b5 pedone del nero · e5 alfiere del bianco · a4 cavallo del nero · b4 pedone del nero · b3 re del bianco · c3 alfiere del nero · a2 donna del bianco · b2 cavallo del nero | a8 re del nero · c7 torre del bianco · d7 cavallo del bianco · b5 pedone del nero · e5 alfiere del bianco · a4 cavallo del nero · b4 pedone del nero · b3 re del bianco · c3 alfiere del nero · a2 donna del bianco · b2 cavallo del nero | a8 re del nero · c7 torre del bianco · d7 cavallo del bianco · b5 pedone del nero · e5 alfiere del bianco · a4 cavallo del nero · b4 pedone del nero · b3 re del bianco · c3 alfiere del nero · a2 donna del bianco · b2 cavallo del nero | 7 |
| 6 | a8 re del nero · c7 torre del bianco · d7 cavallo del bianco · b5 pedone del nero · e5 alfiere del bianco · a4 cavallo del nero · b4 pedone del nero · b3 re del bianco · c3 alfiere del nero · a2 donna del bianco · b2 cavallo del nero | a8 re del nero · c7 torre del bianco · d7 cavallo del bianco · b5 pedone del nero · e5 alfiere del bianco · a4 cavallo del nero · b4 pedone del nero · b3 re del bianco · c3 alfiere del nero · a2 donna del bianco · b2 cavallo del nero | a8 re del nero · c7 torre del bianco · d7 cavallo del bianco · b5 pedone del nero · e5 alfiere del bianco · a4 cavallo del nero · b4 pedone del nero · b3 re del bianco · c3 alfiere del nero · a2 donna del bianco · b2 cavallo del nero | a8 re del nero · c7 torre del bianco · d7 cavallo del bianco · b5 pedone del nero · e5 alfiere del bianco · a4 cavallo del nero · b4 pedone del nero · b3 re del bianco · c3 alfiere del nero · a2 donna del bianco · b2 cavallo del nero | a8 re del nero · c7 torre del bianco · d7 cavallo del bianco · b5 pedone del nero · e5 alfiere del bianco · a4 cavallo del nero · b4 pedone del nero · b3 re del bianco · c3 alfiere del nero · a2 donna del bianco · b2 cavallo del nero | a8 re del nero · c7 torre del bianco · d7 cavallo del bianco · b5 pedone del nero · e5 alfiere del bianco · a4 cavallo del nero · b4 pedone del nero · b3 re del bianco · c3 alfiere del nero · a2 donna del bianco · b2 cavallo del nero | a8 re del nero · c7 torre del bianco · d7 cavallo del bianco · b5 pedone del nero · e5 alfiere del bianco · a4 cavallo del nero · b4 pedone del nero · b3 re del bianco · c3 alfiere del nero · a2 donna del bianco · b2 cavallo del nero | a8 re del nero · c7 torre del bianco · d7 cavallo del bianco · b5 pedone del nero · e5 alfiere del bianco · a4 cavallo del nero · b4 pedone del nero · b3 re del bianco · c3 alfiere del nero · a2 donna del bianco · b2 cavallo del nero | 6 |
| 5 | a8 re del nero · c7 torre del bianco · d7 cavallo del bianco · b5 pedone del nero · e5 alfiere del bianco · a4 cavallo del nero · b4 pedone del nero · b3 re del bianco · c3 alfiere del nero · a2 donna del bianco · b2 cavallo del nero | a8 re del nero · c7 torre del bianco · d7 cavallo del bianco · b5 pedone del nero · e5 alfiere del bianco · a4 cavallo del nero · b4 pedone del nero · b3 re del bianco · c3 alfiere del nero · a2 donna del bianco · b2 cavallo del nero | a8 re del nero · c7 torre del bianco · d7 cavallo del bianco · b5 pedone del nero · e5 alfiere del bianco · a4 cavallo del nero · b4 pedone del nero · b3 re del bianco · c3 alfiere del nero · a2 donna del bianco · b2 cavallo del nero | a8 re del nero · c7 torre del bianco · d7 cavallo del bianco · b5 pedone del nero · e5 alfiere del bianco · a4 cavallo del nero · b4 pedone del nero · b3 re del bianco · c3 alfiere del nero · a2 donna del bianco · b2 cavallo del nero | a8 re del nero · c7 torre del bianco · d7 cavallo del bianco · b5 pedone del nero · e5 alfiere del bianco · a4 cavallo del nero · b4 pedone del nero · b3 re del bianco · c3 alfiere del nero · a2 donna del bianco · b2 cavallo del nero | a8 re del nero · c7 torre del bianco · d7 cavallo del bianco · b5 pedone del nero · e5 alfiere del bianco · a4 cavallo del nero · b4 pedone del nero · b3 re del bianco · c3 alfiere del nero · a2 donna del bianco · b2 cavallo del nero | a8 re del nero · c7 torre del bianco · d7 cavallo del bianco · b5 pedone del nero · e5 alfiere del bianco · a4 cavallo del nero · b4 pedone del nero · b3 re del bianco · c3 alfiere del nero · a2 donna del bianco · b2 cavallo del nero | a8 re del nero · c7 torre del bianco · d7 cavallo del bianco · b5 pedone del nero · e5 alfiere del bianco · a4 cavallo del nero · b4 pedone del nero · b3 re del bianco · c3 alfiere del nero · a2 donna del bianco · b2 cavallo del nero | 5 |
| 4 | a8 re del nero · c7 torre del bianco · d7 cavallo del bianco · b5 pedone del nero · e5 alfiere del bianco · a4 cavallo del nero · b4 pedone del nero · b3 re del bianco · c3 alfiere del nero · a2 donna del bianco · b2 cavallo del nero | a8 re del nero · c7 torre del bianco · d7 cavallo del bianco · b5 pedone del nero · e5 alfiere del bianco · a4 cavallo del nero · b4 pedone del nero · b3 re del bianco · c3 alfiere del nero · a2 donna del bianco · b2 cavallo del nero | a8 re del nero · c7 torre del bianco · d7 cavallo del bianco · b5 pedone del nero · e5 alfiere del bianco · a4 cavallo del nero · b4 pedone del nero · b3 re del bianco · c3 alfiere del nero · a2 donna del bianco · b2 cavallo del nero | a8 re del nero · c7 torre del bianco · d7 cavallo del bianco · b5 pedone del nero · e5 alfiere del bianco · a4 cavallo del nero · b4 pedone del nero · b3 re del bianco · c3 alfiere del nero · a2 donna del bianco · b2 cavallo del nero | a8 re del nero · c7 torre del bianco · d7 cavallo del bianco · b5 pedone del nero · e5 alfiere del bianco · a4 cavallo del nero · b4 pedone del nero · b3 re del bianco · c3 alfiere del nero · a2 donna del bianco · b2 cavallo del nero | a8 re del nero · c7 torre del bianco · d7 cavallo del bianco · b5 pedone del nero · e5 alfiere del bianco · a4 cavallo del nero · b4 pedone del nero · b3 re del bianco · c3 alfiere del nero · a2 donna del bianco · b2 cavallo del nero | a8 re del nero · c7 torre del bianco · d7 cavallo del bianco · b5 pedone del nero · e5 alfiere del bianco · a4 cavallo del nero · b4 pedone del nero · b3 re del bianco · c3 alfiere del nero · a2 donna del bianco · b2 cavallo del nero | a8 re del nero · c7 torre del bianco · d7 cavallo del bianco · b5 pedone del nero · e5 alfiere del bianco · a4 cavallo del nero · b4 pedone del nero · b3 re del bianco · c3 alfiere del nero · a2 donna del bianco · b2 cavallo del nero | 4 |
| 3 | a8 re del nero · c7 torre del bianco · d7 cavallo del bianco · b5 pedone del nero · e5 alfiere del bianco · a4 cavallo del nero · b4 pedone del nero · b3 re del bianco · c3 alfiere del nero · a2 donna del bianco · b2 cavallo del nero | a8 re del nero · c7 torre del bianco · d7 cavallo del bianco · b5 pedone del nero · e5 alfiere del bianco · a4 cavallo del nero · b4 pedone del nero · b3 re del bianco · c3 alfiere del nero · a2 donna del bianco · b2 cavallo del nero | a8 re del nero · c7 torre del bianco · d7 cavallo del bianco · b5 pedone del nero · e5 alfiere del bianco · a4 cavallo del nero · b4 pedone del nero · b3 re del bianco · c3 alfiere del nero · a2 donna del bianco · b2 cavallo del nero | a8 re del nero · c7 torre del bianco · d7 cavallo del bianco · b5 pedone del nero · e5 alfiere del bianco · a4 cavallo del nero · b4 pedone del nero · b3 re del bianco · c3 alfiere del nero · a2 donna del bianco · b2 cavallo del nero | a8 re del nero · c7 torre del bianco · d7 cavallo del bianco · b5 pedone del nero · e5 alfiere del bianco · a4 cavallo del nero · b4 pedone del nero · b3 re del bianco · c3 alfiere del nero · a2 donna del bianco · b2 cavallo del nero | a8 re del nero · c7 torre del bianco · d7 cavallo del bianco · b5 pedone del nero · e5 alfiere del bianco · a4 cavallo del nero · b4 pedone del nero · b3 re del bianco · c3 alfiere del nero · a2 donna del bianco · b2 cavallo del nero | a8 re del nero · c7 torre del bianco · d7 cavallo del bianco · b5 pedone del nero · e5 alfiere del bianco · a4 cavallo del nero · b4 pedone del nero · b3 re del bianco · c3 alfiere del nero · a2 donna del bianco · b2 cavallo del nero | a8 re del nero · c7 torre del bianco · d7 cavallo del bianco · b5 pedone del nero · e5 alfiere del bianco · a4 cavallo del nero · b4 pedone del nero · b3 re del bianco · c3 alfiere del nero · a2 donna del bianco · b2 cavallo del nero | 3 |
| 2 | a8 re del nero · c7 torre del bianco · d7 cavallo del bianco · b5 pedone del nero · e5 alfiere del bianco · a4 cavallo del nero · b4 pedone del nero · b3 re del bianco · c3 alfiere del nero · a2 donna del bianco · b2 cavallo del nero | a8 re del nero · c7 torre del bianco · d7 cavallo del bianco · b5 pedone del nero · e5 alfiere del bianco · a4 cavallo del nero · b4 pedone del nero · b3 re del bianco · c3 alfiere del nero · a2 donna del bianco · b2 cavallo del nero | a8 re del nero · c7 torre del bianco · d7 cavallo del bianco · b5 pedone del nero · e5 alfiere del bianco · a4 cavallo del nero · b4 pedone del nero · b3 re del bianco · c3 alfiere del nero · a2 donna del bianco · b2 cavallo del nero | a8 re del nero · c7 torre del bianco · d7 cavallo del bianco · b5 pedone del nero · e5 alfiere del bianco · a4 cavallo del nero · b4 pedone del nero · b3 re del bianco · c3 alfiere del nero · a2 donna del bianco · b2 cavallo del nero | a8 re del nero · c7 torre del bianco · d7 cavallo del bianco · b5 pedone del nero · e5 alfiere del bianco · a4 cavallo del nero · b4 pedone del nero · b3 re del bianco · c3 alfiere del nero · a2 donna del bianco · b2 cavallo del nero | a8 re del nero · c7 torre del bianco · d7 cavallo del bianco · b5 pedone del nero · e5 alfiere del bianco · a4 cavallo del nero · b4 pedone del nero · b3 re del bianco · c3 alfiere del nero · a2 donna del bianco · b2 cavallo del nero | a8 re del nero · c7 torre del bianco · d7 cavallo del bianco · b5 pedone del nero · e5 alfiere del bianco · a4 cavallo del nero · b4 pedone del nero · b3 re del bianco · c3 alfiere del nero · a2 donna del bianco · b2 cavallo del nero | a8 re del nero · c7 torre del bianco · d7 cavallo del bianco · b5 pedone del nero · e5 alfiere del bianco · a4 cavallo del nero · b4 pedone del nero · b3 re del bianco · c3 alfiere del nero · a2 donna del bianco · b2 cavallo del nero | 2 |
| 1 | a8 re del nero · c7 torre del bianco · d7 cavallo del bianco · b5 pedone del nero · e5 alfiere del bianco · a4 cavallo del nero · b4 pedone del nero · b3 re del bianco · c3 alfiere del nero · a2 donna del bianco · b2 cavallo del nero | a8 re del nero · c7 torre del bianco · d7 cavallo del bianco · b5 pedone del nero · e5 alfiere del bianco · a4 cavallo del nero · b4 pedone del nero · b3 re del bianco · c3 alfiere del nero · a2 donna del bianco · b2 cavallo del nero | a8 re del nero · c7 torre del bianco · d7 cavallo del bianco · b5 pedone del nero · e5 alfiere del bianco · a4 cavallo del nero · b4 pedone del nero · b3 re del bianco · c3 alfiere del nero · a2 donna del bianco · b2 cavallo del nero | a8 re del nero · c7 torre del bianco · d7 cavallo del bianco · b5 pedone del nero · e5 alfiere del bianco · a4 cavallo del nero · b4 pedone del nero · b3 re del bianco · c3 alfiere del nero · a2 donna del bianco · b2 cavallo del nero | a8 re del nero · c7 torre del bianco · d7 cavallo del bianco · b5 pedone del nero · e5 alfiere del bianco · a4 cavallo del nero · b4 pedone del nero · b3 re del bianco · c3 alfiere del nero · a2 donna del bianco · b2 cavallo del nero | a8 re del nero · c7 torre del bianco · d7 cavallo del bianco · b5 pedone del nero · e5 alfiere del bianco · a4 cavallo del nero · b4 pedone del nero · b3 re del bianco · c3 alfiere del nero · a2 donna del bianco · b2 cavallo del nero | a8 re del nero · c7 torre del bianco · d7 cavallo del bianco · b5 pedone del nero · e5 alfiere del bianco · a4 cavallo del nero · b4 pedone del nero · b3 re del bianco · c3 alfiere del nero · a2 donna del bianco · b2 cavallo del nero | a8 re del nero · c7 torre del bianco · d7 cavallo del bianco · b5 pedone del nero · e5 alfiere del bianco · a4 cavallo del nero · b4 pedone del nero · b3 re del bianco · c3 alfiere del nero · a2 donna del bianco · b2 cavallo del nero | 1 |
|   | a | b | c | d | e | f | g | h |   |

Soluzione:
1. Ah8!  zugzwang
1... Axh8  2. Da1! ∼  3. Dh1#

1... Ae1/d2/d4  2. Ad4 ∼  3. Ta7#

1... A ∼  2. Axg7/f5/e5  Cd1  3. Dg2#

1... Af6  2. Axf6  Cd1/Cd3/Cc4  3. Dg2#